# Paratoradjia vietnamensis
Paratoradjia vietnamensis är en kräftdjursart som beskrevs av Ferrara, Meli och Stefano Taiti 1995. Paratoradjia vietnamensis ingår i släktet Paratoradjia och familjen Scleropactidae. Inga underarter finns listade i Catalogue of Life.